# The Untamed (série télévisée)
Pour les articles homonymes, voir The Untamed.
The Untamed (en chinois : 陈情令; pinyin : Chén Qíng Lìng) est une série télévisée chinoise de 2019 basée sur le roman BL / danmei xianxia Mo Dao Zu Shi écrit par Mo Xiang Tong Xiu, avec Xiao Zhan et Wang Yibo dans les rôles principaux. La série suit les aventures de Wei Wuxian et Lan Wangji, deux âmes sœurs et Cultivateurs, qui voyagent pour résoudre une série de mystères. Elle a été diffusée en Chine sur Tencent Video du 27 juin au 20 août 2019,. Une édition spéciale de 20 épisodes a également été diffusée sur WeTV à partir du 25 décembre 2019.

## Synopsis
Il y a 16 ans, le monde de Jianghu est gouverné par le redoutable Clan Wen, qui domine les quatre autres grands Clans : Lan, Jiang, Nie et Jin. Après leur rencontre lors du séminaire éducatif annuel organisé dans l'enceinte du Clan Lan, Wei Wuxian, le fils adoptif du Clan Jiang, joyeux, espiègle et insouciant, se rapproche rapidement de Lan Wangji, second fils du Clan Lan, tempéré, juste et soucieux du devoir. Les choses se compliquent lorsque le duo tombe accidentellement sur des preuves impliquant le chef du Clan Wen dans un complot visant à asseoir la domination du Clan Wen sur toutes les terres de Jianghu. 
Dans le présent, Wei Wuxian est universellement vilipendé en tant que pratiquant des arts obscurs. Bien qu'il soit présumé mort depuis près de 16 ans, il est dépeint comme un monstre vicieux et assoiffé de sang, si bien que son nom est utilisé pour effrayer les enfants. Mo Xuanyu, le neveu maltraité du chef du Clan Mo et seul Cultivateur de son Clan par ailleurs banal, utilise un rituel occulte pour invoquer l'esprit de Wei Wuxian dans son propre corps et le lier avec une malédiction. Celle-ci oblige Wei Wuxian à punir les ennemis de Mo Xuanyu. Alors que Wei Wuxian tente de comprendre ce qui s'est passé dans le monde depuis sa mort et de terminer sa mission imposée par la malédiction, il finit par recroiser Lan Wangji. Les deux travaillent ensemble pour résoudre une série de meurtres mystérieux afin de trouver le vrai coupable.

## Diffusion
La série a été diffusée tous les jeudis et vendredis (GMT +08: 00) avec deux épisodes par soir, les membres VIP avaient un accès anticipé à deux suivants. Le premier jour de sa sortie, six épisodes étaient déjà disponibles pour les membres VIP. Le 30 juin 2019, leur Weibo officiel a publié un nouveau calendrier  et a décalé la publication du lundi au mercredi. La série s'est terminée le 20 août 2019 avec le 50e épisode. Le 29 juillet 2019, lors d'un événement officiel de fanmeeting, ils ont annoncé que les membres VIP seraient en mesure de re-regarder tous les épisodes à partir du 7 août. Depuis, l'intégralité de la série a été mise en ligne sur la chaîne Youtube de Tencent Video et sur Viki.

## Personnages

### À propos des noms
En Chine Ancienne, les individus avaient plus d'un nom. Leur nuance est importante pour comprendre les interactions entre les personnages et leur lien.
Tout d'abord, il faut noter que, comme dans la plupart des pays asiatiques, le nom de famille (chinois : 姓, xing) vient en premier. 
C'est ici que les choses se compliquent, on peut considérer trois "prénoms" pour chaque personnages : 
- ”名“ (ming) - le premier prénom reçu, il peut être utilisé par la famille, les professeurs (pas obligatoirement), le roi/empereur... Autrement dit, des personnes proches ou ayant un droit d'ancienneté sur l'individu nommé. Appeler un adulte par son ming est considéré comme impoli si vous n'êtes pas proches.
- ”字“ (zi) - le deuxième prénom reçu à l'âge adulte (généralement vers 20 ans pour les garçons et 15 ans pour les filles). Il est utilisé pour les personnes de haut rang, les personnes cultivées, etc. Il est souvent composé de deux caractères et a un lien avec le ming. Arrivé à l'âge adulte, afin de faire preuve de respect, on utilisera le nom de famille (xing) + le zi pour se référer ou s'adresser à quelqu'un. (Si les parents utilisent en temps normal le zi avec leur enfant et qu'ils passent soudainement au ming, ça sent le roussi).
- “号” (hao) aussi appelé "别字" (bie zi) littéralement "second zi" -  un titre ou un surnom, si l'on peut dire. Il marque le respect mais a un but différent. Il n'y a aucune limite de caractère et peut se référer à l'endroit d'où l'on vient, son métier, ses aspirations... On peut choisir son hao et même en avoir plusieurs. Son utilisation est d'autant plus respectueuse mais marque aussi une plus grande distance. On n'ajoute pas le xing avant[11].

Quelques exemples :
| Xing                 | Ming  | Zi     | Hao                                         | Notes |
| -------------------- | ----- | ------ | ------------------------------------------- | --- |
| Lan                  | Zhan  | Wangji | Hanguang-Jun / Seigneur porteur de Lumière  | Avant même qu'ils soient proches, Wei Wuxian l'appelait déjà par son ming, ce qui était de mauvais goût, d'autant plus pour quelqu'un de rigoureux comme Lan Wangji. Avec leur rapprochement, ils utilisent généralement le ming entre eux, surtout s'ils sont seuls. Cette utilisation révèle leur complicité et leurs sentiments. A contrario, ses disciples cadets du Clan Lan se réfèrent à lui par son hao, dans la mesure où il serait impoli de leur part d'utiliser son ming ou son zi. |
| Wei                  | Ying  | Wuxian | Yiling Laozu \| Patriarche de Yiling \|     | La façon dont Jiang Wanyin ou Lan Wangji l'appelle apporte une lecture intéressante si l'on y prête attention. |
| Jiang                | Cheng | Wanyin | Sandu Shengshou / La Sauge au Trois Poisons | Là où Wei Wuxian et Jiang Yanli utilisent son ming, Lan Wangji ne l'utilise jamais, même dans un moment de colère. Cela montre qu'il ne le considère pas comme quelqu'un de proche (et qu'il reste poli en toute circonstance). |
| Patriarche de Yiling |       |        |                                             | |

Le fandom utilise généralement les premières lettres du xing et des deux caractères du zi afin de se référer à un personnage, par exemple : Wei WuXian = wwx; Lan WangJi = lwj; Jin ZiXuan = jzx; Nie HuaiSang = nhs mais si un personnage est plus souvent appelé par son ming, cela sera les initiales du xing et de celui-ci, par exemple : Jiang Cheng = jc; Wen Qing = wq...

### Personnages Principaux
Wei Wuxian et Lan Wangji sont les deux héros de la série, bien qu'on voit principalement Wei Wuxian. Ils sont opposés en tout point, ce qui ne les empêchera pas de nouer un lien qui transcendera le temps et les idées reçues. A l'image du Yin et du Yang, l'un est vêtu de noir et l'autre de blanc, l'un se moque des règles et l'autre les fait appliquer. Ils se complètent, se déchirent et s'attirent.
| Acteur                        | Personnage (zi)                  | introduction |
| ----------------------------- | -------------------------------- | --- |
| Xiao Zhan Su Yaxin (jeune)    | Wei Wuxian ( Chinois : 魏 无 羡) | Ming : Wei Ying ( chinois : 魏 婴) Aussi connu sous le titre de Patriarche de Yiling ( chinois : 夷陵 老祖), il est un disciple du Clan Jiang qui choisit plus tard de poursuivre la Cultivation démoniaque. Il manie l'épée Suibian ( chinois : 随便) et la flûte Chenqing ( chinois : 陈 情), et est connu pour sa capacité à inventer de nouvelles techniques et inventions spirituelles telles que le Sceau du tigre stygien ( chinois : 阴 虎符). Il est généreux, optimiste, espiègle et loyal et se soucie profondément de ses amis et de sa famille. Lui et Lan Wangji se considèrent comme des âmes sœurs. |
| Xiao Zhan Su Yaxin (jeune)    | Mo Xuanyu ( Chinois : 莫 玄 羽)  | Le fils illégitime de Jin Guangshan et ex-disciple du Clan Jin. Il a sacrifié son corps à Wei Wuxian à travers un rituel afin de réaliser ses plans de vengeance, alimentant l'intrigue. |
| Wang Yibo Chen Junkai (jeune) | Lan Wangji ( Chinois : 蓝 忘 机) | Ming : Lan Zhan ( chinois : 蓝 湛). Aussi connu sous le nom de Hanguang Jun ( chinois : 含光 君), ou le Seigneur porteur de Lumière, il est le deuxième jeune maître du Clan Lan et l'un des Jumeaux de Jade Lan. Il manie l'épée Bichen ( chinois : 避 尘) et le guqin Wangji ( chinois : 忘 机). Il est froid, strict, distant et laconique mais il a un cœur pur et un profond sens de la justice. Il a un faible pour Wei Wuxian, qu'il considère comme son âme sœur. |

### Les Cinq Grands Clans

#### Clan Lan de Gusu
Les membres du Clan Lan résident dans le Repaire des Nuages, sur une montagne à la périphérie de la ville de Gusu. Ils sont généralement vêtus de blanc ou de bleu, leur uniforme étant composé d'une tunique blanche en plus d'une sur-tunique dans laquelle ont été brodées des incantations afin de protéger son porteur des attaques spirituelles de bas niveau.
Les membres de la lignée directe portent également un ruban frontal sur lequel on retrouve le motif officiel du Clan Lan, un nuage. Les disciples invités, par alliance ou indirects n'ont que de simple rubans blancs. Ces rubans symbolisent le contrôle de soi et en tant que tel, peu de personnes sont autorisées à le toucher : la famille du porteur ou bien son/sa partenaire de Cultivation (époux.se).
Ce Clan a été fondé par un moine qui a choisi de Cultiver via la musique. Cette pratique a été perpétuée à travers les âges et le Clan Lan est connu pour cela. Il est admiré au sein de la Communauté de Cultivation. De plus, des règles très strictes sont gravées dans la pierre (plus de 3 000) et décrivent comment ses membres doivent se comporter, par exemple, les heures de sommeil (lever à 5h, coucher à 21h), leur régime (strictement végétarien) et l'interdiction de boire de l'alcool. Les invités sont tenus de respecter ces règles. La punition pour infraction peut être des copies desdites règles ou des coups de bâton comme Wei Wuxian en fera l'expérience.
| Acteur                             | Personnage                       | introduction |
| ---------------------------------- | -------------------------------- | --- |
| Liu Haikuan Shen Yifeng (jeune)    | Lan Xichen ( Chinois : 蓝 曦 臣) | Ming : Lan Huan (chinois : 蓝 涣). Aussi connu sous le nom de Zewu Jun (chinois : 泽 芜 君), il est le Chef et le Premier jeune maître du Clan Lan et l'un des Jumeaux de Jade Lan. Il est connu comme l'un des Trois Zuns aux côtés de ses frères assermentés Jin Guangyao et Nie Mingjue. Il manie l'épée Shuoyue (chinois : 朔月) et la flûte de Liebing (chinois : 裂 冰). Contrairement à son frère cadet, il est avenant, doux et confiant.                                                                                                  |
| Huang Ziteng                       | Lan Qiren ( Chinois : 蓝 启 仁)  | L'honorable aîné du Clan Lan et oncle de Lan Xichen et Lan Wangji. Un professeur extrêmement strict qui ne s'entend pas avec Wei Wuxian. |
| Zheng Fanxing Jiang Yiting (jeune) | Lan Sizhui ( Chinois : 蓝 思 追) | Ming : Anciennement Wen Yuan (chinois : 温 苑) Maintenant connu comme : Lan Yuan ( chinois : 蓝 愿). Un disciple de la secte Lan. Il a été retrouvé par Wei Wuxian parmi les restes du Clan Wen et a été élevé par lui, puis ramené auprès du Clan Lan par Lan Wangji, qui l'a élevé après la disparition de Wei Wuxian. C'est un individu calme et élégant qui se porte intelligemment et raisonnablement, en plus d'être très mature pour son âge. Enfant, il était plus un fauteur de troubles. Il est un ami proche de Lan Jingyi et Jin Ling. |
| Guo Cheng                          | Lan Jingyi ( Chinois : 蓝 景 仪) | Un disciple du Clan Lan. Comparé aux personnalités tranquilles de la plupart de ses confrères, il est colérique et impatient, mais gentil de cœur et connu dans la fanbase comme le "Lan le plus non-Lan de l'histoire de Lan". Il est un ami proche de Lan Sizhui et Jin Ling. |
| Carman Lee                         | Lan Yi ( Chinois : 蓝 翼)        | La seule femme de l'histoire du Clan Lan a en avoir été la Cheffe. Elle a inventé la tristement célèbre technique d'Assassinat d'Accords et était responsable de la protection d'un morceau du Fer Stygien ( chinois : 阴 铁). |

#### Clan Jin de Lanling
Les membres du Clan Jin résident à la Tour des Carpes Dorées, dans la ville de Lanling. Ils sont vêtus d'habits riches et délicats, crème et or, avec une pivoine blanche brodée sur leur poitrine : l'emblème du Clan. Ils portent également la Marque Vermeille (un point rouge entre leurs yeux), qui symbolise leur ouverture à la sagesse et leur volonté d'"illuminer le monde d'une lumière vermeille".
Le Clan est connu pour sa richesse ostentatoire, qu'ils utilisent comme un avantage pendant les Chasses Nocturnes, par exemple en achetant des outils rares pour piéger leur ennemi. Cette richesse a également permis à leur dirigeant de devenir le Chef de la Communauté de Cultivation après la chute du Clan Wen.
Ils sont soumis à une controverse politique, dans la mesure où, à la suite de la disparition de Wei Wuxian, plusieurs dirigeants politiques majeurs ont été assassinés. Le Clan Jin cherche activement de nouveaux membres afin d'accroître sa taille et son pouvoir.
| Acteur       | Personnage                         | introduction |
| ------------ | ---------------------------------- | --- |
| Shen Xiaohai | Jin Guangshan ( Chinois : 金光善)  | Le chef du Clan Jin et père de Jin Guangyao, Jin Zixuan et Mo Xuanyu. Il est connu comme un coureur de jupons et a de nombreux enfants illégitimes. |
| Hu Xiaoting  | Madame Jin ( Chinois : 金 夫人)    | L'épouse de Jin Guangshan et la mère de Jin Zixuan. Peu présente, elle encourage néanmoins l'union de son fils avec Jiang Yanli du Clan Jiang. |
| Zhu Zanjin   | Jin Guangyao ( Chinois : 金光瑶)   | Ming : Meng Yao ( chinois : 孟 瑶). Aussi connu sous le nom de Seigneur Lianfang ( chinois : 敛 芳 尊), ou Maître des Parfums Cachés, il est le fils illégitime de Jin Guangshan et est devenu le chef de la secte Jin après la mort de ce dernier. Il est connu comme l'un des Trois Zuns aux côtés de ses frères assermentés Lan Xichen et Nie Mingjue. Il brandit l'épée Hensheng ( chinois : 恨 生pinyin : Hènshēng ). Il a travaillé comme serviteur de la secte Nie et comme espion dans la secte Wen avant de gagner l'approbation de son père pour rejoindre la secte Jin après la campagne de la Chute du Soleil. En raison de son identité de fils de prostituée, il se sent inférieur et est déterminé à faire ses preuves. Il est connu pour porter un masque de plaisanterie et son comportement doux. Il admire beaucoup Lan Xichen, qui était la seule personne à avoir fait preuve de gentillesse envers lui quand il n'était encore que serviteur. |
| Cao Yuchen   | Jin Zixuan ( Chinois : 金子轩)     | Le fils de Jin Guangshan, le père de Jin Ling et le mari de Jiang Yanli. Il est fier et vaniteux, mais aussi droit et juste. Il méprise Jiang Yanli au début mais grandit pour prendre soin d'elle et finit par tomber amoureux d'elle. |
| Yao Shuhao   | Jin Zixun ( Chinois : 金子勋)      | Le cousin de Jin Zixuan. Il est arrogant et vaniteux et a une immense aversion pour Wei Wuxian. |
| Jin Luying   | Qin Su ( Chinois : 秦 愫)          | L'épouse de Jin Guangyao, avec qui elle est apparentée; la fille de Qin Cangye, chef du Clan Qin de Laoling, filiale de la secte Jin. |
| Qi Peixin    | Jin Ling (ming) ( Chinois : 金 凌) | Nom de courtoisie (zi) : Rulan ( chinois : 如 兰). L'unique héritier de la secte Jin, neveu de Wei Wuxian et fils orphelin de Jin Zixuan et Jiang Yanli. Il utilise l'épée Suihua ( chinoise : 岁 华 尊) et est également un excellent archer. Il a un chien nommé Fairy qui tourmente souvent Wei Wuxian comme note d'humour dans la série. Il est fier, quelque peu immature et colérique, mais peut aussi être gentil et loyal si nécessaire. Il est un ami proche de Lan Sizhui et Lan Jingyi. |
| Wang Yifei   | Luo Qingyang ( Chinois : 罗 青羊)  | Aussi connue sous le nom de Mian Mian ( chinois : 绵绵). Une disciple de la secte Jin. Elle n'a pas peur de parler pour ce qui est juste et a ensuite quitté la secte Jin en raison de croyances différentes sur Wei Wuxian, étant l'une des seuls, avec Lan Wangji, prête à parler en sa faveur. |

#### Clan Nie de Qinghe
Les membres du Clan Nie résident dans le Domaine Impur à Qinghe. On les voit généralement vêtus de nuances de gris.
Là où la plupart des Clans utilisent l'épée deux bords chinoise (jian), les membres du Clan Nie manient le sabre à un bord (dao), ce qui requiert une grande force et une technique de combat plus violente. Pour cela, les disciples Nie sont connus pour leur agressivité lors des batailles. Cette utilisation vient du fait que le fondateur de leur Clan était boucher.
Afin de Cultiver leurs sabres, ils utilisent l'énergie de Ressentiment des bêtes et des créatures, ce qui diffère de la Cultivation Démoniaque dans la mesure où ce n'est pas de l'énergie venue du Ressentiment Humain. Cela dit, cette méthode pèse sur leur psyché et il n'est pas rare que les Chefs Nie en succombent. Le Clan bâtit d'ailleurs des pavillons de pierre pour apaiser les sabres de leurs ancêtres.
| Acteur                          | Personnage                         | introduction |
| ------------------------------- | ---------------------------------- | --- |
| Wang Yizhou Xuan Yuewen (jeune) | Nie Mingjue ( Chinois : 聂 明 玦)  | Aussi connu sous le nom de Seigneur Chifeng ( chinois : 赤 锋 尊), ou Maître du Pic Écarlate il est le chef du Clan Nie. Il est connu comme l'un des Trois Zuns aux côtés de ses frères assermentés Lan Xichen et Jin Guangyao. Il brandit le sabre Baxia ( chinois : 霸 下). Il est strict, juste et connu pour son intolérance envers le mal. Cependant, il a un tempérament terrible et conserve de nombreuses rancunes envers Jin Guangyao. |
| Ji Li Xu Weiluo (jeune)         | Nie Huaisang ( Chinois : 聂 怀 桑) | Le chef de la Clan Nie après la mort de Nie Mingjue dont il est le jeune demi-frère. Il est bien connu pour son incompétence et est surnommé le Tourneur de Têtes (les gens secouant la tête en signe de déception). On le voit souvent avec un éventail. Cependant, il vaut plus que ce que la plupart pense. |

#### Clan Wen de Qishan
Les membres du Clan Wen habitent la Cité sans Nuit, à Qishan. On raconte que la nuit n'y tombait jamais.
Dans le roman, ils sont vêtus de tuniques blanches à l'ourlet et aux motifs solaires rouges. Ceux de plus haut rang ont également des flammes au niveau du col et des manches. Dans la série, on y a substitué des tuniques rouge et noir (ce qui crée une ambiguïté avec Wei Wuxian, dont ce sont les couleurs originales). Leur emblème, le soleil, signifiait qu'ils pouvaient « rivaliser avec le soleil quant à son éclat et l'égaler en termes de longévité. »
Caractérisé par sa Grandeur, ce Clan avait plus de membres, pouvoir, outils magiques et de terres que tous les autres. 
Il fut le premier Clan à passer d'un système d'école (basé sur les valeurs communes de ses membres) à un système de lignée directe et indirecte (par le sang) - le reste a ensuite suivi, donnant le système actuel.
| Acteur                       | Personnage                          | introduction |
| ---------------------------- | ----------------------------------- | --- |
| Xiu Qing                     | Wen Ruohan ( Chinois : 温 若 寒)    | Le chef du Clan Wen, Cultivateur en chef et père de Wen Chao et Wen Xu. C'est un homme ambitieux qui veut régner sur les cinq sectes en restaurant le fer stygien ( chinois : 阴 铁). |
| Wang Rong                    | Wen Xu ( Chinois : 温 旭)           | Le fils aîné de Wen Ruohan, un homme cruel et violent. Il est moins intelligent, mais aussi moins lâche, que son frère. |
| He Peng                      | Wen Chao ( Chinois : 温 晁)         | Le deuxième fils de Wen Ruohan. Il est l'un des principaux antagonistes de la première moitié de la série, il est cruel, arrogant et impoli. Cependant, face au danger, il adopte immédiatement une nature pathétique et lâche en raison de sa peur. Il aime punir et blesser les autres, renforçant sa nature sadique. |
| Meng Ziyi Lin Chenxi (jeune) | Wen Qing ( Chinois : 温情)          | Médecin renommé du Clan Wen et sœur aînée de Wen Ning. Elle est distante, froide et extrêmement intelligente. Elle est protectrice envers son frère et n'aime pas au départ Wei Wuxian, mais finit par l'apprécier alors qu'il devient l'une des seules personnes à la traiter gentiment après le renversement du Clan Wen. |
| Yu Bin Su Qiuyi (jeune)      | Wen Ning (ming) ( Chinois : 温 宁)  | Nom de courtoisie (zi) : Qionglin ( chinois : 琼林). Aussi connu sous le nom de Général Fantôme ( chinois : 鬼 将军), il est le bras droit de Wei Wuxian à l'époque où il était le Patriarche de Yiling. Il était une personne timide et bégayeur de son vivant en raison de son étrange maladie. Il a fait confiance à Wei Wuxian après que celui-ci lui ai sauvé la vie. En tant que cadavre féroce, il est sujet à des explosions de colère, mais reste par ailleurs innocent, doux et timide. |
| Feng Mingjing                | Wen Zhuliu ( Chinois : 温 逐 流)    | Également connue sous le nom de Fondeur d'Or ( chinois : 化 丹 手) en raison de sa capacité à faire fondre une Essence Dorée (voir lexique) et est le protecteur de Wen Chao. Le guerrier le plus puissant du Clan Wen, il tient à un code strict et impénétrable qui incluait une loyauté éternelle à ses maîtres cruels. |
| Lu Enjie                     | Wang Lingjiao ( Chinois : 王 灵 娇) | L'ancienne femme de chambre de l'épouse de Wen Chao et concubine de celui-ci. C'est une femme orgueilleuse et pompeuse mais qui, face à une menace réelle, se recroqueville immédiatement, car contrairement à Wen Chao, elle est non seulement lâche mais aussi inepte. |
| Zhang Bin                    | Wen Mao ( Chinois : 温 卯)          | Un ancêtre du Clan Wen. |

#### Clan Jiang de Yunmeng
Les membres du Clan Jiang résident sur la Jetée aux Lotus de Yunmeng. Dans la série, leur uniforme est bleu ou violet. Les disciples directs portent normalement une clochette argentée à leur ceinture, elle est ornée du lotus à neuf pétales, leur emblème. Elle symbolise leur calme intérieur et leur capacité à la concentration.
Ils sont connus pour leur honnêteté et agilité à la nage. La devise du Clan Jiang est "toujours faire l'impossible" .
| Acteur                                | Personnage                           | introduction |
| ------------------------------------- | ------------------------------------ | --- |
| Lu Jianmin                            | Jiang Fengmian ( Chinois : 江枫 眠)  | Le chef du Clan Jiang et père de Jiang Yanli et Jiang Cheng. C'est un homme gentil et doux, mais il fait du favoritisme envers Wei Wuxian (qu'il a adopté après la mort des parents de celui-ci, son père ayant été son serviteur). |
| Zhang Jingtong                        | Yu Ziyuan ( Chinois : 虞 紫 鸢)      | Aussi connue sous le nom de Madame Yu ou San Niang. L'épouse de Jiang Fengmian, mère de Jiang Yanli et Jiang Cheng et propriétaire d'origine du bracelet Zidian ( chinois : 紫 电). Elle parait dure et stricte mais se soucie profondément de ses enfants et de son mari, même si elle n'aime pas Wei Wuxian. |
| Wang Zhuocheng Huang Zhenchen (jeune) | Jiang Cheng (ming) ( Chinois : 江澄) | Nom de courtoisie (zi): Wanyin ( chinois : 晚 吟). Aussi connu sous le nom de Sandu Shengshou (chinois : 三毒圣手), ou La Sauge au Trois Poisons, il devient le chef du Clan Jiang après la mort de son père, Jiang Fengmian. Il brandit l'épée Sandu ( chinoise : 三 毒) et l'anneau Zidian ( chinois : 紫 电) qu'il a obtenu de sa mère. C'est un homme direct et strict qui respecte les règles. Il a un mauvais caractère mais se soucie profondément de ses proches, en particulier de sa sœur. Il avait une excellente relation avec Wei Wuxian mais leur relation s'est détériorée en raison de croyances différentes. Ils se sont cependant réconciliés à la fin de la série. Pendant un certain temps, il avait le béguin pour Wen Qing, jusqu'à ce que Wen Chao cause la mort de ses parents, de sorte qu'il voue au Clan Wen une haine indiscible - cela dit, il ne pouvait se résoudre à la détester complètement. Il adore son neveu Jin Ling, bien qu'il soit également strict et mordant à son égard. |
| Xuan Lu Ye Xuantong (jeune)           | Jiang Yanli ( Chinois : 江 厌离)     | La sœur aînée de Jiang Cheng, sœur aînée disciple de Wei Wuxian, femme de Jin Zixuan et la mère de Jin Ling. C'est une personne gentille, compréhensive et attentionnée qui protège ses frères et leur apporte un soutien émotionnel. Elle semble également être une très bonne cuisinière, son meilleur plat étant une soupe aux racines de lotus et aux côtes de porc qu'elle prépare souvent pour ses frères. Bien qu'elle soit très gentille, elle est également sensible, comme elle le montre lorsqu'elle est plusieurs fois ignorée par Jin Zixuan. |

### Autres Clans et personnages

#### Arc de la ville de Yi
| Acteur        | Personnage                      | Introduction |
| ------------- | ------------------------------- | --- |
| Song Jiyang   | Xiao Xingchen (Chinese: 晓星尘) | Aussi connu comme Daozhang (chinois : 道长), il fait partie des étudiants de Baoshan Sanren qui a quitté la Montagne pour le monde des Mortels. Il manie l'épée Shuanghua (chinois : 霜华) et est le meilleur ami de Song Lan. Il est gentil mais déterminé. |
| Li Bowen      | Song Lan (ming) (Chinese: 宋岚) | Nom de courtoisie (zi) : Song Zichen (chinois : 宋子琛). Un Cultivateur du Temple Baixue et meilleur ami de Xiao Xingchen. Il manie l'épée Fuxue (chinois : 拂雪) |
| Wang Haoxuan  | Xue Yang (ming) (Chinese: 薛洋) | Nom de courtoisie (zi) : Chengmei (chinois : 成美). Un disciple invité au Clan Wen, lié au Fer Stygien (chinois : 阴铁). Il manie l'épée Jiangzai (chinois : 降灾). Il est connu pour ses méthodes malsaines et fourbes. Son nom "Xue" en ferait le descendant de Xue Chonghai, premier Cultivateur à avoir possédé le Fer Stygien (chinois : 阴铁) et s'en être servi à des fins maléfiques. |
| Chen Zhuoxuan | Ah Qing (Chinese: 阿箐)         | Une jeune fille qui a grandi dans les rues. Elle possède des yeux blanc et a l'habitude de se faire passer pour aveugle. Elle a suivi Xiao Xingchen après avoir fait sa rencontre. |

#### Autres Personnages
| Acteur       | Personnage                              | introduction |
| ------------ | --------------------------------------- | --- |
| Feng Cong    | Su She (ming) ( Chinois : 苏 涉)        | Nom de courtoisie (zi) : Minshan ( chinois : 悯 善). Le chef pleurnichard du Clan Su de Moling. Ancien disciple extérieur du Clan Lan, qu'il a trahi et qu'il a laissé pour ensuite fonder son propre Clan avec le soutien de Jin Guangyao, pour lequel il a un grand respect. Il est jaloux des talents de Lan Wangji et a toujours cherché à imiter ses actions. |
| Liu Tingyu   | Baoshan Sanren ( Chinois : 抱 山 散 人) | Le professeur de Xiao Xingchen et Cangse Sanren, la mère de Wei Wuxian. Elle est âgée de plusieurs centaines d'années. |
| Cao Junxiang | Ouyang Zizhen ( Chinois : 欧阳 子 真)   | L'enfant unique du chef du Clan Ouyang de Baling. |
| Yu Zikuang   | Xue Chonghai ( Chinois : 薛 重 亥)      | L'ancien propriétaire du Fer stygien ( chinois : 阴 铁). |

## Vocabulaire spécifique
- Cultivation : manipulation de l'énergie spirituelle du dantian grâce au Cœur Doré. Cela permet au/ à la praticien.ne de réaliser nombre d'exploits tels que voler sur son épée ou occire des créatures maléfiques.
- Cultivation Démoniaque : méthode créée par le Patriarche de Yiling (Wei Wuxian), il s'agit d'utiliser l'énergie issue du Ressentiment Humain (ce qui est très mal vu, voire interdit).
- Partenaire de Cultivation : (chinois : 道侣, Dào Lǚ) terme neutre de genre, utilisé lorsque deux Cultivateurs se marient et Cultivent ensemble. Ils sont aussi considéré.e.s comme étant des Âme-sœurs (chinois : 命定之人, mìngdìng zhīrén).
- Chasse Nocturne : pratique de voyager afin d'exorciser les êtres maléfiques qui apparaissent généralement la nuit, d'où son appellation (chinois : 夜猎, yè liè).
- Essence dorée : (chinois : 金丹, Jīn Dān) Essence présente dans le corps après avoir Cultivé jusqu'à un certain point, elle permet d’emmagasiner et de contrôler l'énergie spirituelle. Une fois développée, son propriétaire voit son niveau de Cultivation augmenter rapidement et exponentiellement. Une fois détruite, il est impossible de la reformer.